# 洛伦佐·恩德莱·西莫内利
洛伦佐·恩德莱·西莫内利（義大利語：Lorenzo Ndele Simonelli，2002年6月1日—），意大利男子田径运动员，2021年欧洲U20田径锦标赛男子110米栏铜牌得主、2023年欧洲U23田径锦标赛男子110米栏银牌得主、2024年世界室内田径锦标赛男子60米栏银牌得主。